# Зарбдарский район
Зарбдарский район (тума́н; узб. Zarbdor tumani / Зарбдор тумани) — район на востоке Джизакской области Узбекистана. Административный центр — город Зарбдар.

## История
Зарбдарский район был образован 12 декабря 1979 года. В 1988 году район был упразднён, а его территория вошла в состав Зааминского района. В 1990 году Зарбдарский район был восстановлен.